# إرنست مارتن
إرنست مارتن (بالألمانية: Ernst Martin) هو باحث في الرومانسية ألماني، ولد في 5 مايو 1841 في ينا في ألمانيا، وتوفي في 13 أغسطس 1910 في ستراسبورغ في فرنسا.